# Fonueha Planitia
Fonueha Planitia est une plaine située sur Vénus dans le quadrangle d'Agnesi. Elle a été nommée en référence à Fonueha, vieille femme aveugle d'un conte populaire samoan qui se transforma en requin.